# Vorderfalkenhof
Vorderfalkenhof ist ein Wohnplatz der Gemeinde Lindlar, Oberbergischen Kreis im Regierungsbezirk Köln in Nordrhein-Westfalen (Deutschland). Der Wohnplatz bildet heute zusammen mit dem benachbarten Wohnplatz Hinterfalkenhof den Lindlarer Ortsteil Falkenhof.

## Lage und Beschreibung
Vorderfalkenhof liegt westlich von Lindlar an der Kreisstraße 24. Die starke Bebauung des Lindlarer Westens in neuerer Zeit hat dazu geführt, dass der Hof nun innerhalb einer Siedlung, die auch Falkenhof heißt, liegt. Die Siedlung schließt nahtlos an den Ortskern an. Weitere Nachbarorte sind Merlenbach, Krähenhof, Lingenbach und Schätzmühle.
Nördlich von Vorderfalkenhof erhebt sich mit 279,0 m der Berg Falkemich.

## Geschichte
Carl Friedrich von Wiebeking benennt die Hofschaft auf seiner Charte des Herzogthums Berg 1789 als Falkenhoff. Aus ihr geht hervor, dass der Ort zu dieser Zeit Teil der Unteren Dorfhonschaft im Unteren Kirchspiel Lindlar war.
Auf der Topographischen Aufnahme der Rheinlande von 1825 sind zwei Wohnplätze als Falkenhof verzeichnet. Die Preußische Uraufnahme von 1840 zeigt ebenfalls zwei Ortschaften unter dem Namen Falkenhof. Ab der Preußischen Neuaufnahme von 1894/96 ist der Ort auf Messtischblättern als Vord. Falkenhof verzeichnet.
1822 lebten 6 Menschen im als Haus kategorisierten und Falkenhof bezeichneten Ort, der nach dem Zusammenbruch der napoleonischen Administration und deren Ablösung zur Bürgermeisterei Lindlar im Kreis Wipperfürth gehörte. Für das Jahr 1830 werden für den als Falkenhof bezeichneten Ort zusammen mit den Wohnplätzen Berghäusgen, Dörl, Eremitage, Clause, Frauenhaus und „der hintere Falkenhof“ 57 Einwohner angegeben. Der 1845 laut der Uebersicht des Regierungs-Bezirks Cöln als Falkenhof kategorisierte Ort besaß zu dieser Zeit ein Wohngebäude mit 12 Einwohnern, alle katholischen Bekenntnisses. Die Gemeinde- und Gutbezirksstatistik der Rheinprovinz führt Vorderfalkenhof 1871 mit einem Wohnhaus und vier Einwohnern auf. Im Gemeindelexikon für die Provinz Rheinland von 1888 werden für Vorder Falkenhof ein Wohnhaus mit drei Einwohnern angegeben. 1895 besitzt der Ort ein Wohnhaus mit acht Einwohnern, 1905 werden ein Wohnhaus und neun Einwohner angegeben.